# Anheuser-Busch InBev
Anheuser-Busch InBev (holandská výslovnost [ˈɑnɦɔi̯zər ˈbuʃ ˈɪmbɛf]; zkráceně AB InBev) je belgická nadnárodní nápojová a pivovarnická společnost s hlavním sídlem v belgické Lovani. Je to akciová společnost, která vznikla sloučením belgického InBevu a americké společnosti Anheuser Busch, která pocházela ze St. Louis ve státě Missouri.[zdroj?] Společnost operuje na dalších více než 50 trzích. Sídla má např. v Londýně, New Yorku, Sao Paulu, St. Louis, v Mexico City, San Salvadoru, Torontu, Buenos Aires, Johannesburgu a dalších. V říjnu 2016 se společnost rozrostla odkoupením skupiny SABMiller a dokončila tak fúzi těchto dvou subjektů.
AB InBev je největším pivovarnickým koncernem a jedním z největších producentů rychloobrátkového spotřebního zboží na světě. Odhadovaný roční obrat společnosti by za rok 2017 mohl činit 55 miliard USD. V roce 2016, tedy ještě před fúzí se SABMiller, byl roční výnos AB InBev 45,5 miliard USD. Dle dat Euromonitor International se odhaduje, že na celosvětovém trhu se firma podílí z asi 28 %. Nedávno společnost oznámila svůj záměr odebírat nejpozději od roku 2025 elektrickou energii pocházející zcela z obnovitelných zdrojů.

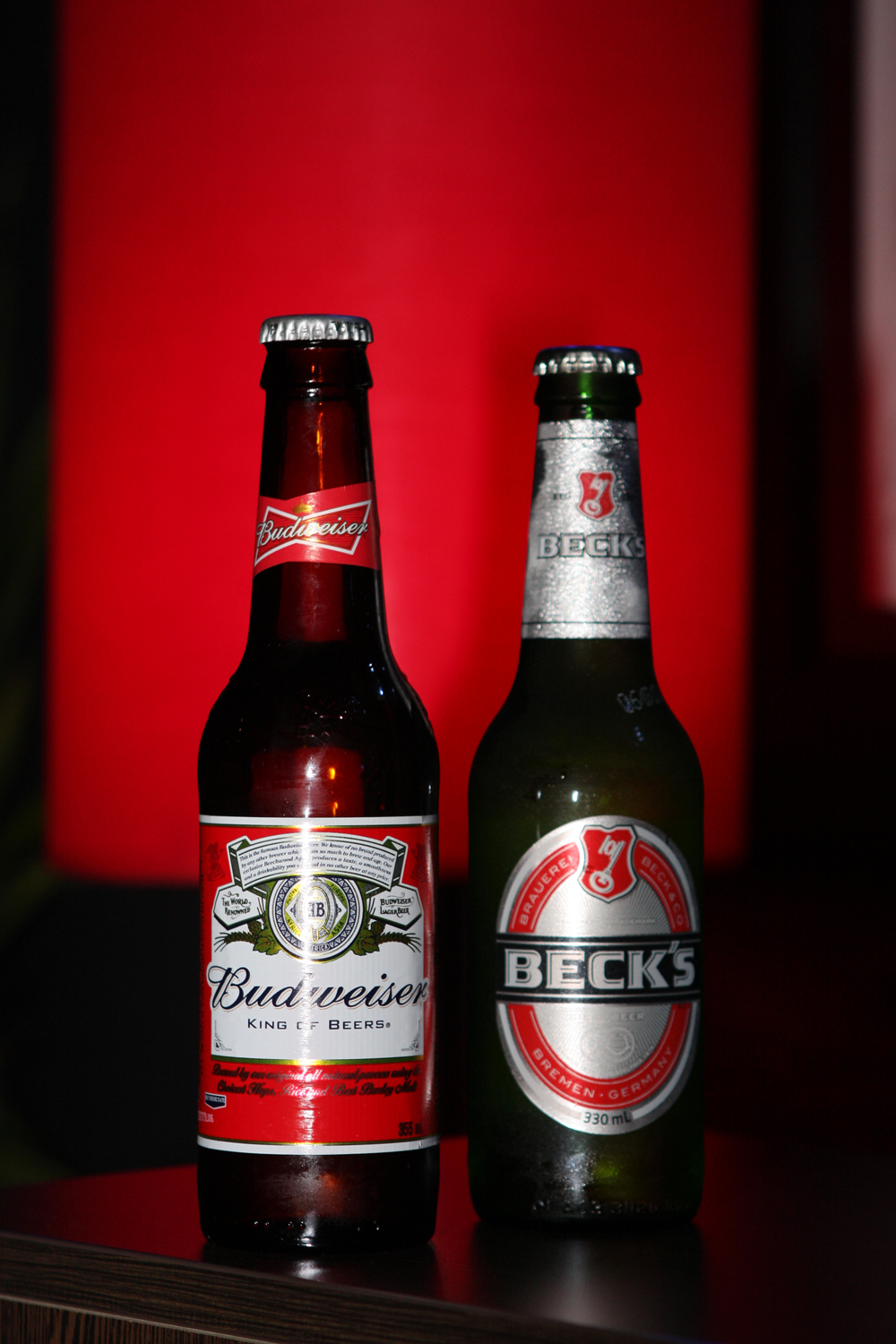
Budweiser a Beck’s

## Převzetí skupiny SABMiller
V průběhu roku 2015 nabízel Anheuser-Busch (AB) InBev akcionářům SABMiller, což je dosavadní druhý největší pivovarnický koncern na světě, postupně až 42 britských liber za jednu akcii, což by rezultovalo v kupní cenu 104 miliard dolarů za celou společnost. K SABMiller patřila mj. největší česká pivovarnická skupina Plzeňský Prazdroj. Dozorčí rada SABMiller se tomuto převzetí dlouho bránila, resp. požadovala 45 liber za akcii, čímž by se prodejní cena společnosti zvýšila na celkem 111 miliard dolarů. Velkoakcionář SABMiller, tabáčnický koncern Altria Group, však byl převzetí brzy nakloněn.
Ve středu 14. října 2015 měla vypršet lhůta daná akcionářům SABMiller podle britského práva k tomu, aby se vyjádřili k nabídce převzetí skupinou AB InBev. Tato společnost prohlásila ve čtvrtek 8. října 2015, že vyjádření dozorčí rady konkurenta o nedostatečnosti této nabídky a podcenění hodnoty akcií SABMiller „postrádá důvěryhodnost“. Zároveň koncern AB InBev apeloval na akcionáře SABMiller, aby se k jeho nabídce zavčas vyjádřili. Aby akcionáře SABMiller získal na svou stranu, zvýšil koncern AB InBev v pondělí 12. října 2015 svou nabídku ceny za jednu akcii na 43,50 anglických liber. Důležití velkoakcionáři SABMiller (kromě tabáčnického koncernu Altria), především miliardářská rodina Santo Domingo z Kolumbie, britská finanční skupina Aberdeen a jihoafrický státní fond PIC, zůstávali v ten den ke zvýšené nabídce ještě skeptičtí. Po dalším zvýšení ceny za akcii na 44 liber v noci téhož dne však změnili svůj názor.
V úterý 13. října 2015 bylo oznámeno, že sloučení obou pivovarnických skupin bylo dohodnuto. Kupní cena za všechny akcie SABMiller je podle zpráv 99 miliard eur, při zohlednění zároveň přebíraných dluhů více než 110 miliard eur. Svým finančním objemem je tato megafúze třetí největší ve světových hospodářských dějinách. Po sloučení činila produkce vzniklé pivovarské společnosti skoro třetinu piva na celém světě (obě společnosti měly v roce 2014 celkový podíl 30,6 % na světovém výstavu piva). 
Souhlas Evropské komise se sloučením společností SABMiller a AB InBev byl podmíněn závazkem AB InBev odprodat některé své aktivity. Na základě tohoto požadavku byly některé podniky v březnu 2017 prodány japonské pivovarnické skupině Asahi. Součástí této transakce byl i Plzeňský Prazdroj.

## Značky
Některé z nejoblíbenějších 200 značek Anheuser-Busch InBev: Budweiser, Corona, Stella Artois, Beck's, Hoegaarden a Leffe.

## Podnikání v Česku
AB InBev America Holdings Limited je společníkem ve společnostech Budějovický měšťanský pivovar s.r.o. a Pivovar Samson s.r.o.